# Sant Romà de Pallerols
Sant Romà de Pallerols, o Sant Romà i Sant Marc, és l'església de Pallerols del Cantó, en el municipi de Montferrer i Castellbò (Alt Urgell), protegida com a bé cultural d'interès local.

## Descripció
És una església d'una sola nau, amb la capçalera plana orientada al sud, per bé que aquesta orientació es va invertir a causa de l'afectació de la carretera sobre l'edifici. L'actual capçalera presenta dues grans obertures a banda i banda, en forma de
triangles invertits. Dues capelles s'obren a la nau per llevant, en arc de mig punt, mentre que una tercera ha estat reconvertida en sagristia. Al mur occidental, hi ha restes d'antigues capelles cegades. L'edifici integrava la rectoria, que ocupava la planta superior i que presentava dues finestres rectangulars sobre la porta d'accés al temple, al mur nord, actualment cegades. El conjunt, que presentava una antiga porta d'accés al mur de llevant, és cobert per un llosat a doble vessant. Cap a la dècada de 1920 s'hi construí un campanar de torre, de secció quadrangular i amb coberta piramidal de llosa, adossat a la cantonada nord-est.

## Història
Pallerols del Cantó és esmentat a l'acta de consagració de la catedral de la Seu d'Urgell de l'any 839. L'any 1080, en l'acta de consagració de Santa Cecília d'Elins, la vila de Pallerols apareix com una de les seves possessions. Posteriorment, amb la seva supressió passà a formar part de les rendes de la col·legiata de Castellbò. L'església de Sant Romà fou visitada els anys 1312 i 1314 pels delegats de l'arquebisbe de Tarragona. L'actual edifici de Sant Romà i Sant Marc és un edifici molt transformat, i no sembla conservar vestigis de l'obra original.